# Saint-Brisson (grad)
Prvotna stavba na tem mestu izvira iz 12. stoletja. Na gradu so l. 1135 sprejeli Ludvika VI., 1181 pa Filipa Avgusta. Prvotni lastniki so bili družina Cortenay, sledili so jim Klevski (Cléves), nato od 17. stoletja Séguier do 1987, ko so ga volili mestu. Stavba ima šesterokotni tloris z izmeničnimi okroglimi in oglatimi stolpi v vsakem kotu. Ima vsaj 3 nadstropja in podstreho. Mesto v  njem prireja umetniške razstave, v parku okoli gradu pa so razstavljene oblegovalne naprave, ki jih predstavijo vsako poletje.  